# Carlo Somigliana
Carlo Somigliana (* 20. September 1860 in Como; † 19. Juni 1955 in Casanova Lanza, Valmorea) war ein italienischer Mathematiker und Physiker, der sich insbesondere mit Elastizitätstheorie befasste.

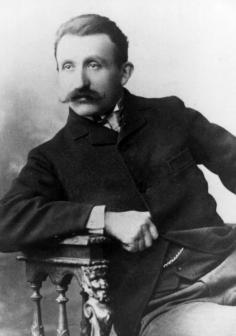
Carlo Somigliana

Er stammte mütterlicherseits von Alessandro Volta ab. Somigliana studierte an der Universität Pavia bei Eugenio Beltrami und an der Scuola Normale Superiore in Pisa bei Enrico Betti mit dem Abschluss 1881. Er war Assistent in Pavia und dort ab 1892 Professor für mathematische Physik. 1903 bis zu seiner Emeritierung 1935 war er Professor an der Universität Turin. Danach lebte er in Mailand und nach dem Zweiten Weltkrieg auf dem Familiensitz in Casanova Lanza.
Nach Somigliana benannte Integralgleichungen und Identitäten (1885) spielen eine Rolle in der Randelementmethoden-Formulierung der Elastizitätstheorie. Somigliana ging dabei vom Satz von Betti aus. Er befasste sich auch mit Gletscherkunde. Eine Formel für die Normalschwere auf dem Ellipsoid ist nach ihm benannt (Normalschwereformel).
1894 erhielt er den Mathematik-Preis der Accademia dei XL. Er war Mitglied der Accademia dei Lincei und der Akademie der Wissenschaften in Neapel. Seit 1960 trägt der Somigliana-Gletscher in der Antarktis seinen Namen.